# Кастеллетто-Уццоне
Кастеллетто-Уццоне (итал. Castelletto Uzzone) — коммуна в Италии, располагается в регионе Пьемонт, в провинции Кунео.
Население составляет 372 человека (2008 г.), плотность населения составляет 25 чел./км². Занимает площадь 15 км². Почтовый индекс — 12070. Телефонный код — 0173.
Покровителем коммуны почитается святой Людовик, король Франции, празднование в третье воскресение августа.

## Демография
Динамика населения:

## Администрация коммуны
- Официальный сайт: http://www.comune.castelletto-uzzone.cn.it/ Архивная копия от 23 августа 2010 на Wayback Machine